# ادراک معصومانه
عبارت ادراک معصومانه (به انگلیسی: immaculate perception) توسط فیلسوف آلمانی فریدریش نیچه در کتاب چنین گفت زرتشت به‌کار رفته است؛ این اصطلاح به ایده «دانش ناب» مربوط می‌شود. نیچه استدلال می‌کند که «ادراک معصومانه» خیالی است، زیرا ارتباط نزدیک بین ادراک‌کننده و جهان خارج را نادیده می‌گیرد. او استدلال می‌کند که انسان‌ها ممکن است خطا کنند، و می‌توانند از داده‌ها برای تأیید یا رد برداشت‌ها استفاده کنند. او همچنین توضیح می‌دهد که ادراک، بار ارزشی دارد و می‌تواند تابع منافع ما باشد.

## مفهوم
این اصطلاح عنوان یکی از سخنرانی‌های زرتشت، با عنوان «در باب دانش بیکران» بود که به‌معنای واقعی کلمه «درباره دانش بی‌عیب‌ونقص» یا «درباره شناخت معصومانه» است. والتر کافمن که آن را «درباره ادراک بی‌عیب و نقص» ترجمه کرد؛ دیگر محققان  نیز این ترجمه را ترجیح می‌دهد زیرا استعاره اصلی در متن، ادراک بصری است.
نیچه در پرسش خود از اسطوره‌های پاکی، از ادراک معصومانه استفاده کرد. به گفته این فیلسوف ادراک بار ارزشی دارد و تحت سلطه منافع است؛ این دیدگاه نقش مهمی را که اراده و خواسته‌های ادراک‌کننده بر هر ادراکی دارد، انکار می‌کند.
نیچه همچنین در بحث‌های خود درباره دیدگاه مسیحیت در مورد تمایلات جنسی، از ادراک معصومانه استفاده کرد. او به اصطلاح بی‌تفاوتی «ادراک‌کنندگان ناب» یا ادراک محض (مثلاً دیدگاه کانتی مبنی بر این‌که قضاوت‌های ناب در مورد زیبایی باید منصفانه باشند) حمله کرد و آن را چشم‌چرانی نامید. به گفته او، عشق ورزیدن زمینی از دور برای این پاکانِ دانا ریاکارانه است زیرا آن‌ها نیز زمینی هستند اما در این عشق شرم و عذاب وجدان وجود دارد.

## کاربردها
نمونه‌ای از اصل ادراک معصومانه، نظریه بازنمایی ذهنی زیگموند فروید است. همچنین به «نظریه کپی ادراک» اشاره دارد. او اظهار داشت که ادراک، که اغلب آن را به جای «واقعیت خارجی» به‌کار می‌برد، امری حسی و بی‌واسطه برای سوژه شناخته شده است؛ بنابراین، اساساً شامل ثبت غیرفعال و موقت یک شیء است. نیچه با این استدلال که ادراکات انسانی صرفاً کپی‌هایی از تصاویر روی شبکیه نیستند، این ایده «ادراک ناب» را مورد انتقاد قرار داد. او معتقد بود که ادراک، پاک یا بی‌آلایش از موضوع ادراک نیست. افراد «به‌طور فعال» اطلاعات ادراک‌شده را می‌سازند زیرا روش‌های حسی پدیده‌ها را انتخاب می‌کنند و تمایل دارند آن‌ها را ساده‌سازی کنند، به‌طوری که صرفاً در خدمت منافع و نیازهای فرد باشند.